# 자경전 십장생 굴뚝
경복궁 자경전 십장생 굴뚝(景福宮慈慶殿十長生-)은 경복궁 자경전 뒤꼍 담의 중앙부에 위치한 조선 시대 굴뚝이다. 1985년 1월 8일 대한민국의 보물 제810호로 지정되었다.

## 개요
이 굴뚝은 담보다 한 단 앞으로 돌출시켜 장대석 기단을 놓고, 그 위에 전돌로 쌓아 담에 덧붙여 놓았다. 벽면 상부에는 소로와 창방 서까래 모양을 전돌로 따로 만들어 쌓았고, 그 위에 기와를 얹어 건물 모양으로 만들었다. 지붕면 위에는 10개의 연가(煙家)를 얹어, 자경전 건물의 10개 아궁이에서 불을 때면 여기로 연기가 빠져나가도록 시설하였다.
굴뚝은 너비 381cm, 높이 236cm, 깊이 65cm이고, 제일 아랫부분 좌우에는 불가사리로 알려진 서수를 만들어 배치하였고, 그 위로 장방형 공간을 구획하여 태양·산·구름·바위·소나무·거북·사슴·학·바다·포도·연꽃·대나무·백로·불로초 등을 조각하였다. 그리고 윗부분에는 가운데에 용(나티), 그 좌우에 학을 새겨 놓았다. 해·바위·거북 등 십장생은 장수(長壽), 포도는 자손의 번성, 박쥐는 부귀(富貴), 나티·불가사리 등은 악귀(惡鬼)를 막는 상서로운 짐승으로 상징되고 있다. 십장생을 이와 같이 장식하는 것은 고구려 고분벽화로부터 고려와 조선에 이르기까지 도자기·문방구류·베개모·자수·회사 등에 많이 나타나고 있으며, 조선시대에는 원단에 궁궐에서 십장생도(十長生圖)를 걸어놓는 풍습이 있었다.
이 십장생굴뚝은 교태전(交泰殿) 뒤뜰 아미산(峨嵋山) 굴뚝과 같은 종류의 무늬를 갖고 있으나 아미산 굴뚝이 평면이 6각형인 독립 굴뚝임에 비해 이 굴뚝은 담장에 딸린 장방형 굴뚝인 점이 다르다. 현재 굴뚝 상부에 반투명한 소재를 사용하여 보호시설로 지붕을 꾸며 놓았다.

## 같이 보기
- 경복궁 자경전
- 경복궁 아미산 굴뚝

## 참고 자료
- 자경전 십장생 굴뚝 - 국가유산청 국가유산포털

 본 문서에는 서울특별시에서 지식공유 프로젝트를 통해 퍼블릭 도메인으로 공개한 저작물을 기초로 작성된 내용이 포함되어 있습니다.